# Cornelis Danckerts de Ry
Pour les articles homonymes, voir Danckerts.
Cornelis Danckerts de Ry (1561-1634) est un architecte, sculpteur et graveur du Siècle d'or néerlandais.

## Biographie

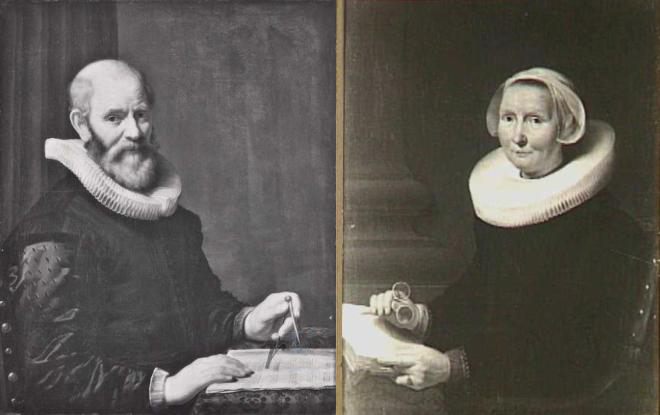
Portrait de Cornelis Danckerts de Ry et de sa femme par Peter Danckerts de Rij

Né à Amsterdam en 1561, Danckerts est le fils de Cornelis Danckerts (1536-1596), frère de Hendrick Danckerts I et père du peintre Peter Danckerts de Rij.
En 1634, son fils Peter peint son portrait avec celui de sa femme (ci-contre) à l'occasion de son 50e anniversaire. Son portrait est exposé aux Musées royaux des Beaux-Arts de Belgique et celui de sa femme à la Johannesburg Art Gallery.
D'après le Het Gulden Cabinet de Cornelis de Bie, Danckerts a construit plusieurs maisons et églises à Haarlem. Pour ce livre, le graveur Pieter de Jode II réalise une gravure de Danckerts basée sur le portrait réalisé par Peter.
Cornelis Danckerts de Ry meurt à Amsterdam en novembre 1634.